# Archaikum

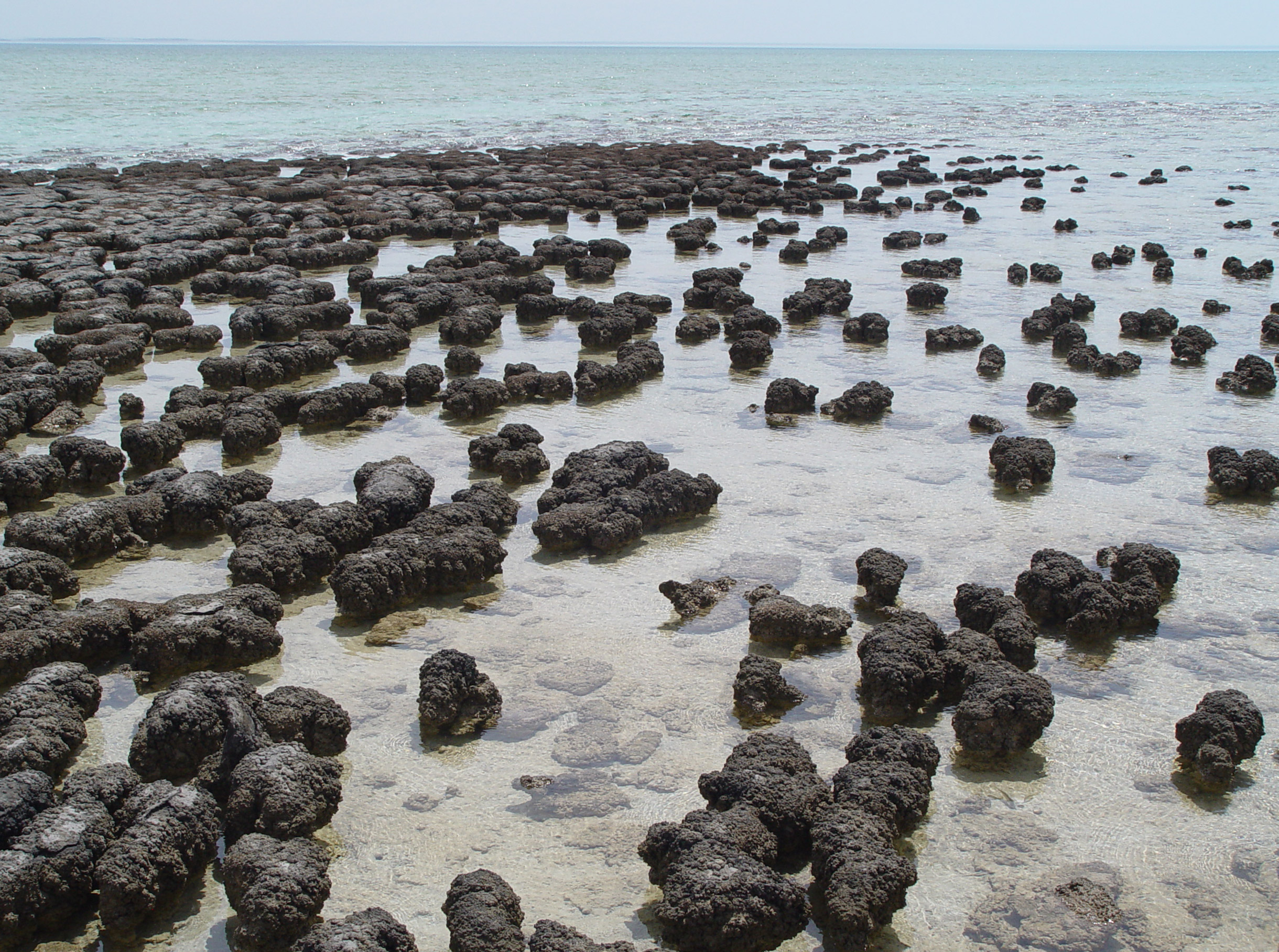
Recens sztromatolitok (Ausztrália, Shark öböl)

Az archaikum (vagy régebbi elnevezéssel azoikum, esetleg ősidő) a földtörténet egy eonja. 4000 millió évvel ezelőtt kezdődött és 2500 millió évvel ezelőtt ért véget. (A kezdeteként megadott időpontot a Nemzetközi Rétegtani Bizottság hivatalosan is elfogadja.)
Az archaikum előtti földtörténeti eon a hadaikum, az utána következő pedig a proterozoikum.
Kronológiai sorrendben az alábbi négy földtörténeti időre osztható:
- Eoarchaikum (4000–3600 mya)
- Paleoarchaikum (3600–3200 mya)
- Mezoarchaikum (3200–2800 mya)
- Neoarchaikum (2800–2500 mya)

## Élet az archaikumban
A kémiai evolúció során az elő rendszerek létezéséhez szükséges vegyületek (cukrok, aminosavak) jöttek létre.
A biológiai evolúció vonatkozásában fotoszintézisre képes cianobaktériumok együtteséből származó sztromatolitok (gömbhéjas szerkezetű kőzetgumók) bizonyítják a kékalgák jelenlétét az archaikumban, különösen az eon vége felé. Nagy valószínűséggel baktériumokat tartalmazó fosszíliákat tartalmaznak bizonyos tűzkövek is. A baktériumok doménjén túlmenően bizonyos archeák meglétét is azonosították.
Az élet nagy valószínűséggel az archaikum teljes időtartama alatt jelen volt a Földön, de csak sejtmag nélküli egysejtű organizmusok, azaz prokarióták formájában. Nincs olyan ismert fosszília ebből az időből, ami eukariótákat tartalmazna, jóllehet ettől függetlenül, hogy ebben az időszakban már megkezdődött az eukarióták kialakulása is. Ultramikroszkópikus sejtközi organizmusok, például vírusok létezésére sincs még fosszilis bizonyíték.

## Geológia
Jóllehet létezik néhány, az archaikumot megelőző időből származó kőzet, de a Föld felszínén található legrégebbi kőzeteinek nagy része az archaikumból származik. Archaikumból származó kőzetek ismertek Grönlandról, a Kanadai-pajzsból, Nyugat-Ausztráliából, és Dél-Afrikából. Az első kontinensek is az archaikum alatt alakultak ki, azonban ezen kőzeteknek csak 7%-a található meg a Föld mai kőzetlemezein. Ezért még ha figyelembe is vesszük az erózió és destrukció hatásait, azt kapjuk, hogy a jelenlegi kontinensek kőzetanyagának csak 5-40%-a származhat az archaikumból.